# 神奈川県道728号谷峨停車場線

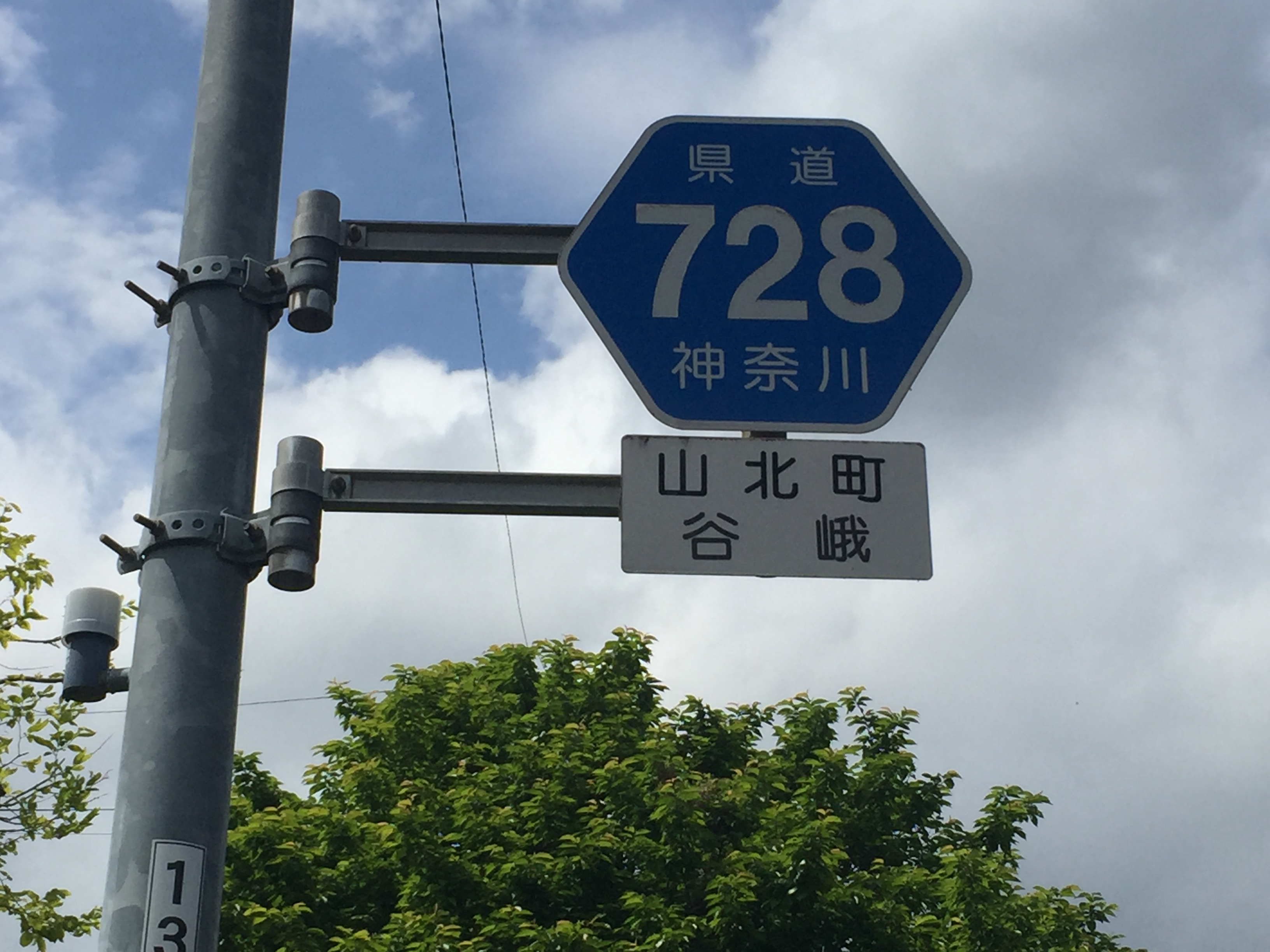
県道番号標示（山北町谷峨）

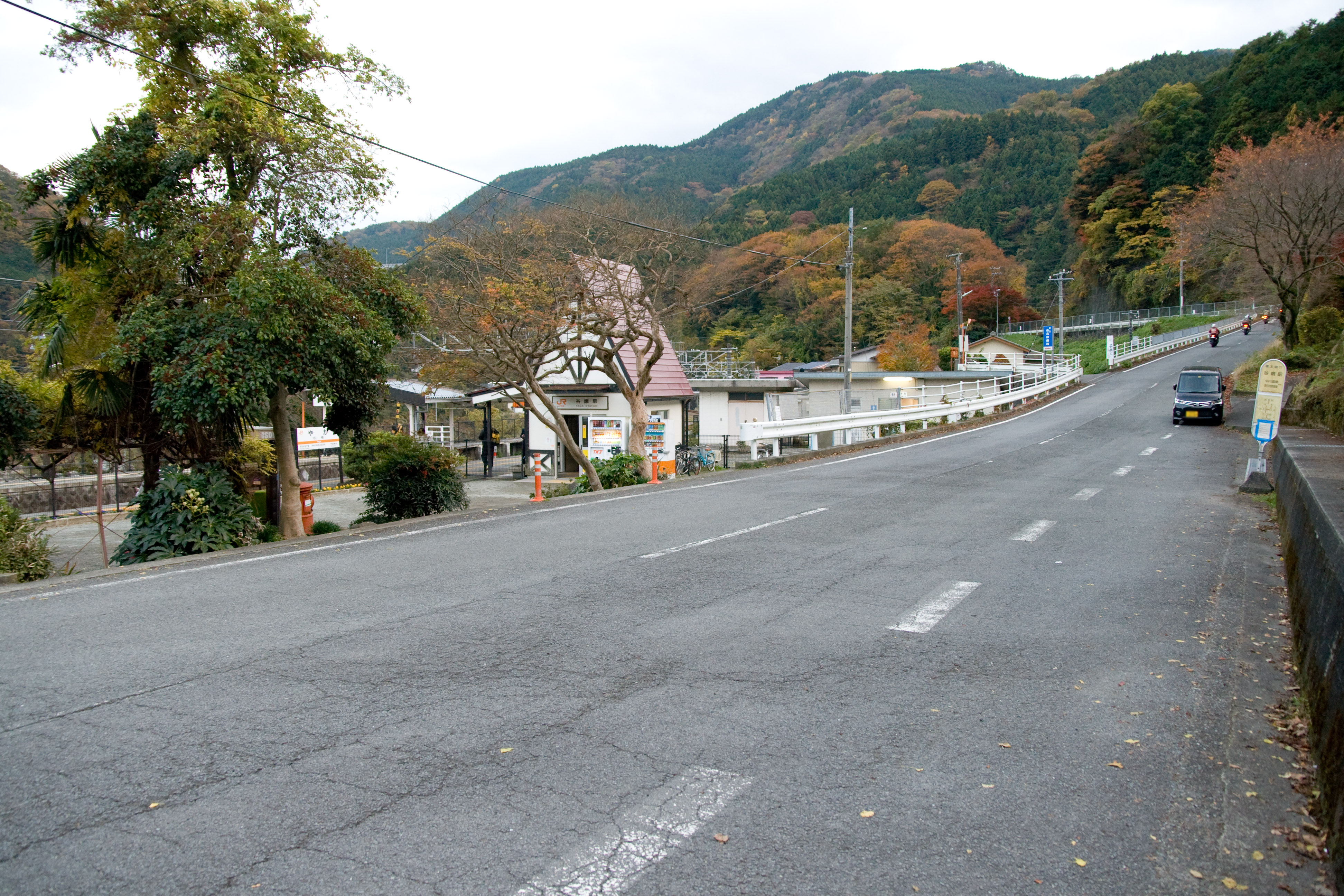
谷峨駅舎と神奈川県道728号

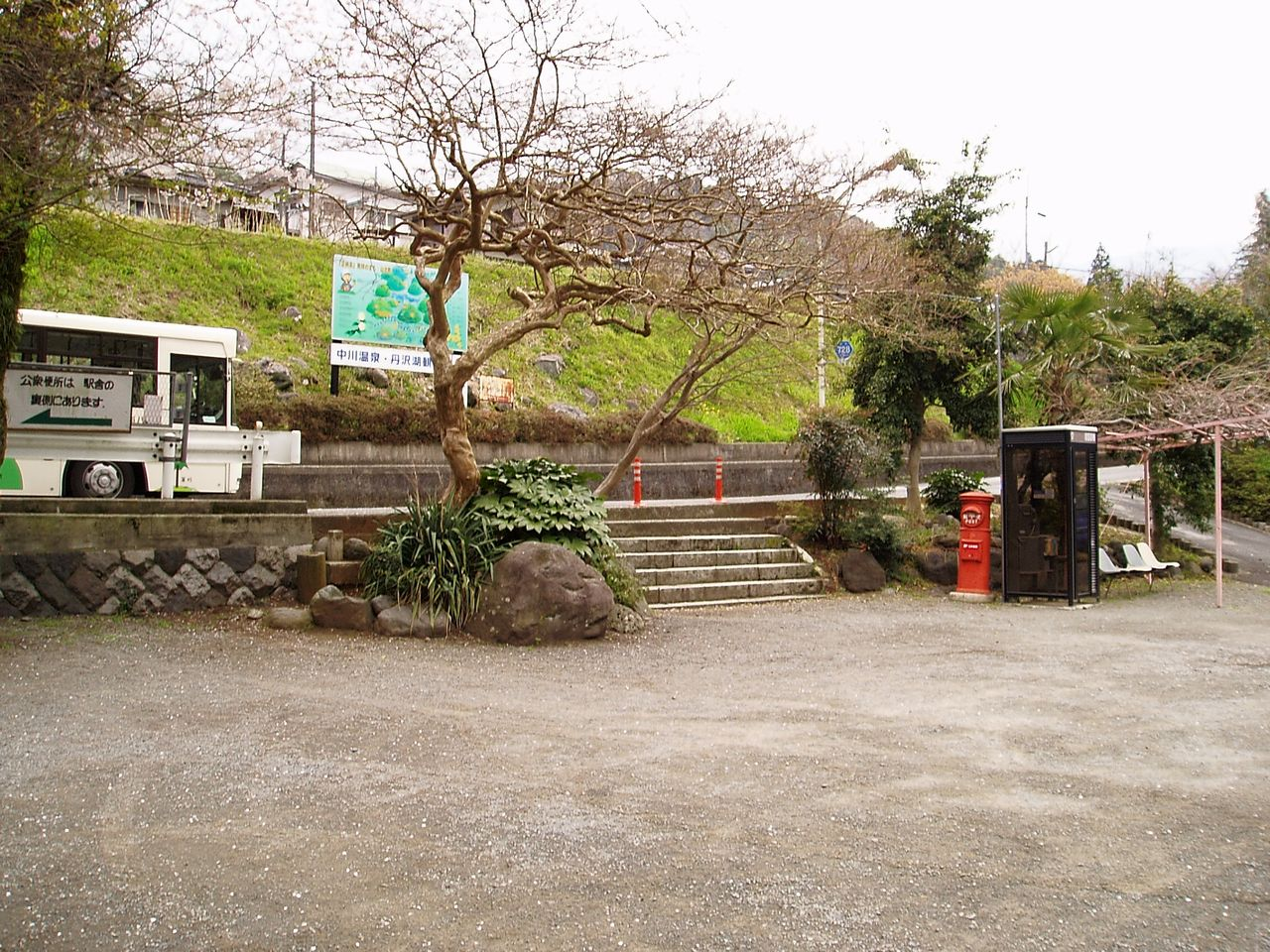
谷峨駅前を横切る神奈川県道728号

神奈川県道728号谷峨停車場線（かながわけんどう728ごうやがていしゃじょうせん）は、神奈川県足柄上郡山北町を起点・終点とする一般県道。

## 概要
- 総延長：0.4km（Google マップ）
- 起点：足柄上郡山北町谷ケ 信号無交差点（神奈川県道76号山北藤野線）
- 終点：足柄上郡山北町谷ケ 信号交差点（神奈川県道76号山北藤野線）

JR御殿場線谷峨駅よりもかなり高いところを通過している県道76号から分岐して谷峨駅前まで下降、その後再び上昇して県道76号に再合流するルートとなっている。

## 通過する自治体
- 神奈川県
  - 足柄上郡山北町

## 周辺の地理・施設
- 谷峨駅
- 国道246号
- 酒匂川
- 円通寺